# Maud (Oklahoma)
Maud ist eine Stadt, die teilweise im Pottawatomie County sowie teilweise im Seminole County im US-Bundesstaat Oklahoma liegt. Das U.S. Census Bureau hat bei der Volkszählung 2020 eine Einwohnerzahl von 867 ermittelt.

## Geographie
Die nächstgelegene Großstadt Oklahoma City befindet sich ca. 80 Kilometer entfernt im Nordwesten. Seminole liegt in einer Entfernung von 15 Kilometern in nordöstlicher Richtung. Der Oklahoma State Highway 59 und der Oklahoma State Highway 9A kreuzen sich in Maud. 

## Geschichte
Die Stadt wurde Ende des 19. Jahrhunderts auf der Grenze zwischen dem damaligen Indianer-Territorium und dem Oklahoma-Territorium gegründet. Im Jahr 1890 wurde ein Stacheldrahtzaun vom North Canadian River zum Canadian River mitten durch die Stadt errichtet, um den Indianern den Zugang zum Oklahoma-Territorium zu verwehren. Den illegalen Handel von Alkohol in das Indianer-Territorium konnte der Zaun jedoch nicht verhindern. Die Stadt wurde nach Maud Sterns, der Schwägerin von zwei Betreibern der ersten Gemischtwarenhandlung des Ortes, benannt. 1903 wurden Dienstleistungsbetriebe für die Wartung von Eisenbahnen und die Betreuung der Passagiere der Missouri-Kansas-Texas Railroad eröffnet. In den 1920er Jahren erlebte Maud mit der Entdeckung von Erdölquellen und der Förderung von Öl eine wirtschaftliche Blütezeit, die mit einem starken Anwachsen der Bevölkerungszahl einherging. Diese Blütezeit war jedoch nur von kurzer Dauer und seit den 1930er Jahren schwankte die Einwohnerzahl, ist tendenziell jedoch rückläufig.

## Demografische Daten
Im Jahre 2014 wurde eine Einwohnerzahl von 1060 Personen ermittelt, was eine Abnahme um 6,7 % gegenüber dem Jahr 2000 bedeutet. Das Durchschnittsalter der Bewohner lag im Jahre 2014 mit 35,1 Jahren unter dem Durchschnittswert von Oklahoma, der 36,2 Jahre betrug. Der Anteil der auf die Ureinwohner zurückzuführenden Einwohner betrug zu diesem Zeitpunkt 15,1 %.

## Söhne und Töchter der Stadt
- Wanda Jackson (* 1937), Country-Sängerin